# Kolonia Kąty
Kolonia Kąty (prononciation : [kɔˈlɔɲa ˈkɔntɨ]) est un village polonais de la gmina de Frampol dans le powiat de Biłgoraj de la voïvodie de Lublin dans l'est de la Pologne.
Il se situe à environ 6 kilomètres à l'est de Frampol (siège de la gmina), 13 kilomètres au nord de Biłgoraj (siège du powiat) et 66 kilomètres au sud de Lublin (capitale de la voïvodie).

## Histoire
De 1975 à 1998, le village est attaché administrativement à la voïvodie de Zamość.

Depuis 1999, il fait partie de la voïvodie de Lublin.